# Navegantes del Magallanes
Pour les articles homonymes, voir Navegantes.
Uniformes

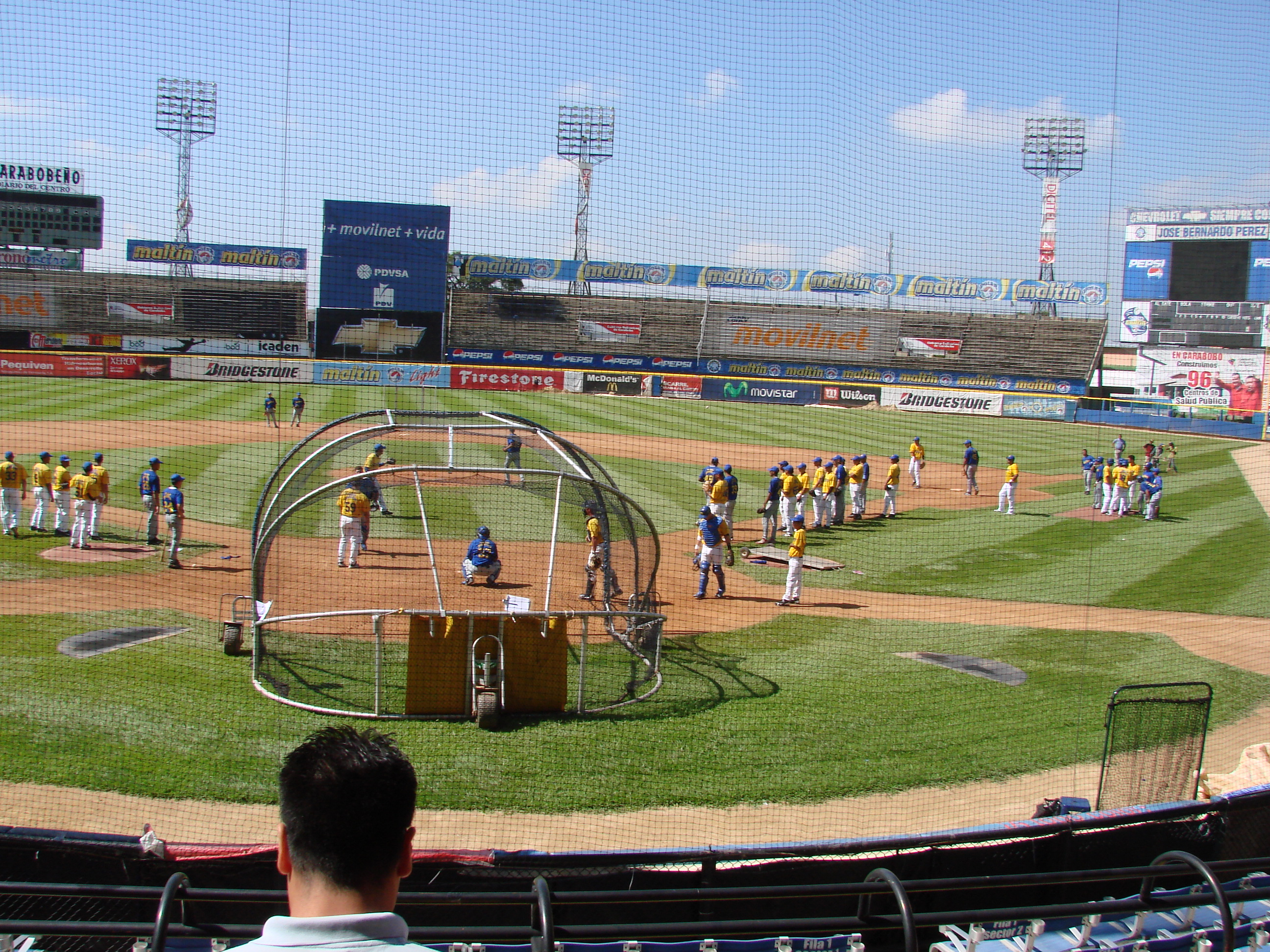
Estadio José Bernardo Pérez

Les Navegantes del Magallanes (= "les navigateurs de Magellan") sont un club vénézuélien de baseball de la Ligue vénézuélienne de baseball professionnel. Basés à Valencia, les Navegantes del Magallanes disputent leurs matchs à domicile à l'Estadio José Bernardo Pérez, enceinte de 15 500 places inaugurée le 8 octobre 1955.

## Histoire
Le club est fondé le 26 octobre 1917 et évolue à ses débuts dans des divisions inférieures amateurs. Toujours en amateurs, les Magallanes prennent part à la Liga Nacional de Béisbol à partir de 1927. Le club est l'un des quatre membres-fondateurs de la Ligue vénézuélienne de baseball professionnel en 1946.

## Palmarès
- Champion du Venezuela (12) : 1949-1950, 1950-1951, 1954-1955, 1969-1970, 1976-1977, 1978-1979, 1993-1994, 1995-1996, 1996-1997, 2001-2002, 2012-13, 2013-14
- Vice-champion du Venezuela (12) : 1946-1947, 1948-1949, 1951-1952, 1952-1953, 1953-1954, 1970-1971, 1974-1975, 1992-1993, 1999-2000, 2000-2001, 2006-2007, 2009-2010
- Vainqueur de la Série des Caraïbes (2) : 1970, 1979.